# بواتييه
بواتييه وعرفت قديمًا باسم بيتارش أو بِتارش (بالفرنسية:  تُنطق [اسمع في هذا المتصفح]Poitiers)‏ هي مدينة تقع في وسط غرب فرنسا، عدد سكانها 87,646 نسمة وفق تعداد 2012. هي عاصمة منطقة بواتو شارنت ومركز إقليم فيين والمدينة الكبرى فيهما. كانت سابقا مركزا لمقاطعة بواتو.

## جغرافيا
تقع بواتييه في وسط غرب فرنسا، تبعُد 340 كلم عن باريس في الشمال الشرقي و 130 كلم عن ليموج في الجنوب الشرقي و 220 كلم عن بوردو في الجنوب الغربي و 180 كلم عن نانت في الشمال الغربي.
تقع بوابييه على قمة تطل من ارتفاع 50م على واديين نهرين صغيرين يلتقيان في شمالها وهما نهرا كلين في الشرق ورافد له في الغرب والإثنان من روافد نهر لوار. وكان يمثل هذا الموقع ميزة إستراتيجية وكذلك حماية سهلة للمدينة، حتى اختراع المدفعية على الأقل.

## تاريخ
في التاريخ القديم كانت بواتييه مركزا سكانيا محصنا لدى شعب من الغال باسم بكتون (بالفرنسية: Pictons)‏ وبعد غزو يوليوس قيصر في عام 51 قبل الميلاد وبعد تأسيس الإمبراطورية الرومانية تم تحويل المدينة إلى النموذج الروماني في القرن الأول الميلادي مع بناء مسرح وثلاثة مجاري مائية مرتفعة وحمّامات رومانية. في القرن الرابع كان يحيط بالمدينة سور سميك وفي هذا الوقت تم تبشير المدينة، التي أصبحت مقر أسقف، وتم بناء معمودية ما زال موجودا أساسها الآن. في وقت الغزوات الجرمانية، احتل شعب قوط غربيون كل من جنوب غرب فرنسا بما فيه بواتييه وبعد انتصار كلوفيس الأول ملك للفرنكيين عليهم عام 507 في معركة غرب بواتييه انضمت كل هذه المنطقة إلى المملكة الفرنكية.
في عام 732 م جرت شمال بواتييه معركة بلاط الشهداء الشهيرة بين قوات المسلمين بقيادة عبد الرحمن الغافقي وقوات الإفرنج بقيادة شارل مارتيل وانتهت بانتصار قوات الإفرنج وانسحاب جيش المسلمين بعد مقتل قائده. وشكلت هذه المعركة انتهاء الغزوات العربية في وسط البلد.
في النصف الثاني من القرن التاسع غزا بواتييه الفايكنغ عدة مرات وتم إحراقها في عام 865.
في العصور الوسطى كانت بواتييه عاصمة مقاطعة بواتو التي حكمتها سلسلة من نبلاء تحت لقب كونت دو بواتييه (بالفرنسية: Comtes de Poitiers)‏ الذين أصبحوا أيضا دوق آكيتين من القرن التاسع وأصبحت مدينة بواتييه إحدى عواصمهم. والوريثة النهائية لهذا اللقب كانت إليانور آكيتيان (1122 – 1204). بزواجها من لويس السابع ملك فرنسا في عام 1137 خضعت بواتييه لحكم فرنسا ولكن بعد إلغاء هذا الزواج وزواجها اللاحق من هنري الثاني ملك إنجلترا في عام 1154 خضعت بواتييه لحكم إنجلترا. في هذه الفترة تم ذكر المدينة باسم بيتارش في كتاب نزهة المشتاق في اختراق الآفاق وهو كتاب من تأليف الشريف الإدريسي نُشر في 1154.
وكانت إليانور تعقد محكمتها في بواتييه وأمرت بتوسيع أسوارها وببناء سوق جديد وبأعمال تجميل في قصر دوق آكيتانيا الذي كانت تسكن فيه وهو الآن محكمة عدل بوابييه. بسبب ولاء بواتييه لحكم هنري الثاني ملك إنجلترا أعطاها ميثاقا أضفى الطابع الرسمي على إنشاء البلدية. توفيت إليانور في بواتييه في عام 1204 وبعد بضع أشهر تم التقاط هذه المدينة من قبل فيليب الثاني أغسطس وعادت بواتييه إلى المملكة الفرنسية.
كانت المدينة مرحلة رئيسية على طريق القديس يعقوب إلى كاتدرائية سانتياغو دي كومبوستيلا في إسبانيا وكانت تستضيف العديد من الحجاج.

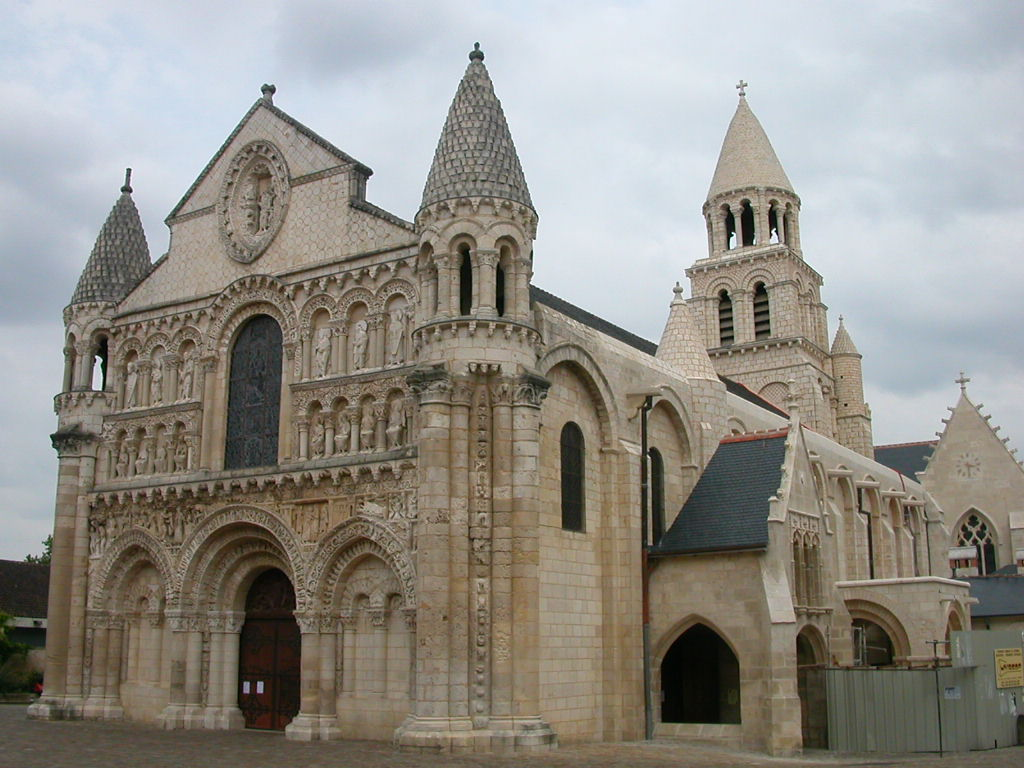
كنيسة سيدتنا الكبرى

في عام 1356م، وقعت معركة بواتييه بالقرب من المدينة وهي أشهر انتصار حققه الإنجليز في حرب المائة عام بهزمة الملك الفرنسي جون الثاني من قبل إدوارد الأمير الأسود الإنجليزي ابن إدوارد الثالث ملك إنجلترا. وأدى ذلك الانتصار إلى تسليم جنوب غرب فرنسا بما فيه بواتييه إلى ملك إنجلترا في 1360 وخضعت المدينة لحكم ملك فرنسا من جديد في 1372 بعد استعادتها بالحيلة. أصبحت بواتييه عاصمة مؤقتة لمملكة فرنسا واستضافت البرلمان الملكي عام 1418. وكان في بواتييه في 1429 أن تم فحص جان دارك من قبل علماء دين (لاتخاذ قرار بشأن صوتها) ورئيسات (للتحقق عذريتها) قبل استسلام لها قيادة الجيش الملكي. استفادت المدينة بحضور الملك والعديد من العلماء الباريسيين المنفيين وحصلت عام 1431 على جامعة من أولى الجامعات في أوروبا وكان لديها 4000 طالب في نهاية القرن الخامس عشر. جذبت تلك المؤسسة الطابعين وباعة الكتب وأصبحت المدينة مركزا فكريا، معروفا بكليتها للحقوق.
في القرن السادس عشر في وقت النهضة كان فرانسوا رابليه من طلاب جامعة بواتييه وجاء جان كالفن إلى المدينة ليعظ فيها. تعرّف الشاعران جواشان دو بيليه وبيير دي رونسار في جامعة بواتييه، قبل إقامتهما في باريس. كان الفيلسوف رينيه ديكارت طالب في الجامعة في بداية القرن السابع عشر ولكنه كان يتحدث عن المدينة لتشويه سمعتها فقط. وبالفعل ركدت بواتييه من القرن السادس عشر ولم تتطور كثيرا. أخذت ازدهارها بفضل وظائف إدارية في المقام الأول: العدالة الملكية والأبرشية والأديرة وإلى آخره.
في القرن الثامن عشر كانت تبلغ المدينة انخفاض سكاني. في القرن التاسع عشر تم بناء العديد من الثكنات، مما يجعل بواتييه بلدة حامية بعيدا عن الحدود. وفي عام 1850 تم بناء محطة سكك الحديدية.

## مدن شقيقة
توجد عدة توائم لمدينة بيتارش منها:
- نورثامبتون، المملكة المتحدة
- ماربورغ، ألمانيا
- لافاييت (ولاية لويزيانا)، الولايات المتحدة الأمريكية
- قلمرية، البرتغال
- ياروسلافل، روسيا
- ياش، رومانيا

## المشاهير
- كليمنت الخامس
- Blessed Marie Louise Trichet
- Saint Louis de Montfort
- ميشال فوكو, French فيلسوف
- جويل روبوشون, born in Poitiers 1945 French طاه and صاحب مطعم
- Brian Joubert, French جليد المصطلح Skating  [لغات أخرى]‏ champion
- Jean-Pierre Raffarin, French سياسي and مجلس الشيوخ for فيين (إقليم فرنسي)
- شارل مارتيل, French فريق أول who defeated the Muslim الدولة الأموية army in the معركة بلاط الشهداء in 732ADok